# Allium pycnotrichum
Allium pycnotrichum — вид рослин з родини амарилісових (Amaryllidaceae); ендемік Греції. Епітет pycnotrichum, означає «з густими волосками».

## Опис
Цибулини яйцеподібні, скупчені, 11–15 × 7–11 мм, з коричневими оболонками. Стебло гнучке висотою 7–11 см, вкрите листовими піхвами на 2/3–4/5 довжини. Листків 2–3, ниткоподібні, ± циліндричні, 2–12 см завдовжки, від коротших до трохи довших від суцвіття. Суцвіття однобічне, з 4–10 квітками. Оцвітина циліндрично-дзвінчата; листочки оцвітини рожеві з темнішою пурпурною серединною жилкою, зовнішня 5.0–6.5 × 1.5–2.0 мм, від довгастих до довгасто-яйцюватих, ширша посередині, внутрішня 6.0–7.0 × 1.0–1.5 мм, вузько довгаста, ширша біля основи. Коробочка 3-клапанна, ± куляста, діаметром 2.5–3.5 мм. 2n = 14. Цвіте у липні та серпні.

## Поширення
Ендемік Греції — півострів Пелопоннес, гора Парнон.
Росте на кам'янистих і кам'янистих схилах, у щілинах скель та на дні великих скель, на вапняках, на 1700–1800 м н.р.м..